# Jelena Jurjewna Betschke
Jelena Jurjewna Betschke (russisch Елена Юрьевна Бечке, * 7. Januar 1966 in Leningrad, Sowjetunion) ist eine ehemalige russische Eiskunstläuferin, die im Paarlauf für die Sowjetunion, die GUS und das Vereinte Team startete.
Zunächst trat sie von 1984 bis 1987 mit Waleri Kornijenko an. Zusammen gewannen sie Bronze bei der Europameisterschaft 1986.
Ab 1987 wurde ihr Eiskunstlaufpartner Denis Petrow. Das Paar trainierte bei der bekannten russischen Paarlauftrainerin Tamara Moskwina. 1989 gewannen sie in Paris bei ihrer ersten Weltmeisterschaft auf Anhieb die Bronzemedaille. 1991 und 1992 wurden sie Vize-Europameister und 1992 auch die letzten sowjetischen Paarlaufmeister. Der größte Erfolg des Paares war der Gewinn der Silbermedaille bei den Olympischen Spielen 1992 hinter ihren Landsleuten Natalja Mischkutjonok und Artur Dmitrijew.
Nach diesem Erfolg traten sie vom Amateursport zurück und wurden Profis. Dort wurden sie, nachdem sie von 1992 bis 1995 Silber gewonnen hatten, 1996 auch Weltmeister.
Von 1990 bis 1995 waren Betschke/Petrow auch verheiratet. Trotz ihrer Scheidung starteten sie immer noch gemeinsam bei den Profis. Betschke trat 2000 auch vom Profisport zurück. Sie ist wieder verheiratet und hat einen Sohn (* 2002). Heute ist sie Trainerin in North Carolina.

## Ergebnisse

### Paarlauf
(bis 1987 mit Waleri Kornijenko, ab 1987 mit Denis Petrow)
| Wettbewerb / Jahr           | 1986 | 1987 | 1988 | 1989 | 1990 | 1991 | 1992 |
| --------------------------- | ---- | ---- | ---- | ---- | ---- | ---- | ---- |
| Olympische Winterspiele     |      |      |      |      |      |      | 2.   |
| Weltmeisterschaften         |      |      |      | 3.   |      | 4.   | 4.   |
| Europameisterschaften       | 3.   |      |      |      |      | 2.   | 2.   |
| Sowjetische Meisterschaften |      |      | 4.   | 4.   | 4.   | 3.   | 1.   |